# Ундело
Ундело (нім. Undeloh) — громада в Німеччині, розташована в землі Нижня Саксонія. Входить до складу району Гарбург. Складова частина об'єднання громад Ганштедт.
Площа — 48,2 км2. Населення становить 1059 ос. (станом на 31 грудня 2021).